# 2025年エミリア・ロマーニャグランプリ
2025年エミリア・ロマーニャグランプリ（英: 2025 Emilia Romagna Grand Prix、正式名称: Formula 1 AWS Gran Premio Del Made in Italy E Dell'Emilia-Romagna 2025）は、2025年のF1世界選手権の第7戦として、2025年5月18日にイモラ・サーキットで開催された。

## 背景
タイヤ
ピレリが持ち込んだドライ用タイヤのコンパウンドはハード（白）：C4、ミディアム（黄）：C5、ソフト（赤）：C6で、前年より1段階柔らかい組み合わせに変わるとともに、本年から導入された「C6」タイヤが初めて投入される。
| ドライ用   | ドライ用       | ドライ用   | ウェット用           | ウェット用   |
| C4         | C5             | C6         | インターミディエイト | フルウェット |
| ---------- | -------------- | ---------- | -------------------- | ------------ |
| （ハード） | （ミディアム） | （ソフト） | （小雨用）           | （大雨用）   |
DRS：1箇所
※（　）内は検知ポイント
- DRS1：ターン19の40m先から（ターン17から385m手前）

ザウバーの600戦目参戦
1993年に活動を開始し、本年をもってアウディへ移行するザウバー（キック・ザウバー）が、BMWザウバー時代とアルファロメオ時代を含めて600回目の参戦を迎える。
ドライバーの暴言等に関するペナルティ緩和
FIAは本年から導入された国際モータースポーツ競技規則の附則Bを改訂し、ドライバーの暴言やジェスチャーなどの不正行為に関するペナルティが緩和された。ただし、FIAのオフィシャルに対する暴言については厳格化され、グリッド降格またはタイムペナルティを科すことができるようになった。
開催契約について
本GPの開催契約は本年までとなっているが、開催前の時点で延長契約を結んでおらず、開催終了後の6月10日に翌年のカレンダーから脱落した。
イモラ・サーキットは契約の延長を希望するとともに、レースの名称をかつて同サーキットで開催されていた「サンマリノグランプリ」に変更する計画があり、エミリア・ロマーニャグランプリとしての開催は本年が最後となる可能性がある。

## エントリー
レギュラードライバー
- アルピーヌ：ジャック・ドゥーハンに代わり、リザーブ兼テストドライバーのフランコ・コラピントを5戦限定でレギュラードライバーとして起用する。ドゥーハンはその間、リザーブドライバーを務める。

## フリー走行

### FP1
2025年5月16日 13:30 CEST(UTC+2)
（特記のない出典：）
- 気温19度、路面温度39度、晴、ドライ

本年より追加されたピレリの「C6」タイヤが本GPで初採用され、各車C6を試しつつの走行となった。その中でもオスカー・ピアストリとランド・ノリスのマクラーレン勢が1-2を占め、カルロス・サインツが3番手に続いた。トップタイムのピアストリから5番手のルイス・ハミルトンまで0.1秒以内で、最下位のエステバン・オコンまで1.1秒差と接近している。残り2分でガブリエル・ボルトレト（キック・ザウバー）がクラッシュしたため赤旗が出され、そのままセッションは終了した。

### FP2
2025年5月16日 17:00 CEST(UTC+2)
（特記のない出典：）
- 気温20度、路面温度38度、晴、ドライ

ソフト(C6)タイヤでスタートしたのはルイス・ハミルトンとフェルナンド・アロンソのみで、他の18台はミディアムタイヤで決勝に向けたロングラン走行を始めた。一旦予選想定のソフトタイヤを挟み、再び決勝想定でミディアムタイヤを使用した。残り8分でアイザック・ハジャーがスピンを喫し、ターン4のグラベルに飛び出してタイヤバリアにぶつかった。ハジャーはコースに戻れず赤旗が出され、残り2分でセッションは再開されたが、各車スタート練習のみでセッションを終えた。このセッションでもマクラーレン勢の優位は揺るがず、ピアストリとノリスが1-2番手を占め、3番手のピエール・ガスリーに0.2秒差をつけた。

### FP3
2025年5月17日 12:30 CEST(UTC+2)
（特記のない出典：）
- 気温22度、路面温度46度、晴、ドライ

ノリスがトップタイムを記録し、前日のFP1、FP2同様マクラーレン勢が1-2番手を占めた。セッション後半は路面温度の低下でソフトタイヤでもタイム更新ができなくなり、マックス・フェルスタッペンはミディアムタイヤでマクラーレン勢に続く3番手タイムを出している。

### 各セッションの順位
| 順位   | ドライバー   | コンストラクター | タイム   |
| ------ | ------------ | ---------------- | -------- |
| 1      | O.ピアストリ | マクラーレン     | 1:16.545 |
| 2      | L.ノリス     | マクラーレン     | 1:16.577 |
| 3      | C.サインツ   | ウィリアムズ     | 1:16.597 |
| 4      | G.ラッセル   | メルセデス       | 1:16.599 |
| 5      | L.ハミルトン | フェラーリ       | 1:16.641 |
| 出典： |              |                  |          |

| 順位   | ドライバー         | コンストラクター | タイム   |
| ------ | ------------------ | ---------------- | -------- |
| 1      | O.ピアストリ       | マクラーレン     | 1:15.293 |
| 2      | L.ノリス           | マクラーレン     | 1:15.318 |
| 3      | P.ガスリー         | アルピーヌ       | 1:15.569 |
| 4      | G.ラッセル         | メルセデス       | 1:15.693 |
| 5      | M.フェルスタッペン | レッドブル       | 1:15.735 |
| 出典： |                    |                  |          |

| FP3 \| 順位 \| ドライバー \| コンストラクター \| タイム \| \| ---------- \| ------------------ \| ---------------- \| -------- \| \| 1 \| L.ノリス \| マクラーレン \| 1:14.897 \| \| 2 \| O.ピアストリ \| マクラーレン \| 1:14.997 \| \| 3 \| M.フェルスタッペン \| レッドブル \| 1:15.078 \| \| 4 \| A.K.アントネッリ \| メルセデス \| 1:15.399 \| \| 5 \| C.ルクレール \| フェラーリ \| 1:15.451 \| \| 出典：[22] \| \| \| \| | - 注: いずれもトップ5まで掲載。 |                  |          |
| 順位 | ドライバー                      | コンストラクター | タイム   |
| 1 | L.ノリス                        | マクラーレン     | 1:14.897 |
| 2 | O.ピアストリ                    | マクラーレン     | 1:14.997 |
| 3 | M.フェルスタッペン              | レッドブル       | 1:15.078 |
| 4 | A.K.アントネッリ                | メルセデス       | 1:15.399 |
| 5 | C.ルクレール                    | フェラーリ       | 1:15.451 |
| 出典： |                                 |                  |          |

## 予選
2025年5月17日 16:00 CEST(UTC+2)
（特記のない出典：）
- 気温22度、路面温度40度、晴、ドライ

オスカー・ピアストリが今季3回目のポールポジションを獲得した。チームメイトのランド・ノリスは4番手で、2番手のマックス・フェルスタッペンと3番手のジョージ・ラッセルがマクラーレン勢の間に割って入った。今季不振だったアストンマーティン勢やホームグランプリを迎えたレーシングブルズのアイザック・ハジャーがQ3進出を果たす一方、同じくホームグランプリを迎えたフェラーリは2台ともQ2で敗退し、初の母国グランプリを迎えたアンドレア・キミ・アントネッリもQ2で敗退した。角田裕毅はQ1最初のアタックでクラッシュを喫してタイムを記録できず、同セッションの終盤で今季初出走のフランコ・コラピントもクラッシュを喫した。コラピントのクラッシュによりQ1は終了となったが、赤旗が出されたタイミングでオリバー・ベアマンがQ2進出相当のタイムを記録した件について検証が必要となったためQ2はディレイされ、検証の結果ベアマンは赤旗掲示後にタイムを記録したと判断され19番手のままQ1敗退、15番手のガブリエル・ボルトレトがQ2に進出した。

### 予選結果
| 順位                                            | No. | ドライバー                     | コンストラクター                        | Q1       | Q2       | Q3       | Grid |
| ----------------------------------------------- | --- | ------------------------------ | --------------------------------------- | -------- | -------- | -------- | ---- |
| 1                                               | 81  | オスカー・ピアストリ           | マクラーレン-メルセデス                 | 1:15.500 | 1:15.214 | 1:14.670 | 1    |
| 2                                               | 1   | マックス・フェルスタッペン     | レッドブル-ホンダ・RBPT                 | 1:15.175 | 1:15.394 | 1:14.704 | 2    |
| 3                                               | 63  | ジョージ・ラッセル             | メルセデス                              | 1:15.852 | 1:15.334 | 1:14.807 | 3    |
| 4                                               | 4   | ランド・ノリス                 | マクラーレン-メルセデス                 | 1:15.894 | 1:15.261 | 1:14.962 | 4    |
| 5                                               | 14  | フェルナンド・アロンソ         | アストンマーティン・アラムコ-メルセデス | 1:15.695 | 1:15.442 | 1:15.431 | 5    |
| 6                                               | 55  | カルロス・サインツ             | ウィリアムズ-メルセデス                 | 1:15.987 | 1:15.198 | 1:15.432 | 6    |
| 7                                               | 23  | アレクサンダー・アルボン       | ウィリアムズ-メルセデス                 | 1:16.123 | 1:15.521 | 1:15.473 | 7    |
| 8                                               | 18  | ランス・ストロール             | アストンマーティン・アラムコ-メルセデス | 1:15.817 | 1:15.497 | 1:15.581 | 8    |
| 9                                               | 6   | アイザック・ハジャー           | レーシングブルズ-ホンダ・RBPT           | 1:16.253 | 1:15.510 | 1:15.746 | 9    |
| 10                                              | 10  | ピエール・ガスリー             | アルピーヌ-ルノー                       | 1:15.937 | 1:15.505 | 1:15.787 | 10   |
| 11                                              | 16  | シャルル・ルクレール           | フェラーリ                              | 1:16.108 | 1:15.604 | n/a      | 11   |
| 12                                              | 44  | ルイス・ハミルトン             | フェラーリ                              | 1:16.163 | 1:15.765 | n/a      | 12   |
| 13                                              | 12  | アンドレア・キミ・アントネッリ | メルセデス                              | 1:15.943 | 1:15.772 | n/a      | 13   |
| 14                                              | 5   | ガブリエル・ボルトレト         | キック・ザウバー-フェラーリ             | 1:16.340 | 1:16.260 | n/a      | 14   |
| 15                                              | 43  | フランコ・コラピント           | アルピーヌ-ルノー                       | 1:16.256 | DNS      | n/a      | 16 1 |
| 16                                              | 30  | リアム・ローソン               | レーシングブルズ-ホンダ・RBPT           | 1:16.379 | n/a      | n/a      | 15   |
| 17                                              | 27  | ニコ・ヒュルケンベルグ         | キック・ザウバー-フェラーリ             | 1:16.518 | n/a      | n/a      | 17   |
| 18                                              | 31  | エステバン・オコン             | ハース-フェラーリ                       | 1:16.613 | n/a      | n/a      | 18   |
| 19                                              | 87  | オリバー・ベアマン             | ハース-フェラーリ                       | 1:16.918 | n/a      | n/a      | 19   |
| 107% time（Q1のトップタイムから107%）: 1:20.437 |     |                                |                                         |          |          |          |      |
| NC                                              | 22  | 角田裕毅                       | レッドブル-ホンダ・RBPT                 | DNF      | n/a      | n/a      | PL 2 |
| 出典:                                           |     |                                |                                         |          |          |          |      |

追記
- ^1 - コラピントはQ1で再スタート時刻が確定する前にピットレーンのファストレーンに並んだため1グリッド降格[26][27]。
- ^2 - 角田はQ1でタイムを記録できず107%ルールに抵触したが、スチュワードの判断により決勝の参加が許可された[26][28]。また、パルクフェルメ下で年間上限を超えるパワーユニットのエレメント（3基目のES（エナジーストア） / CE（コントロールエレクトロニクス）が該当[注 7] ）に交換したため、ピットレーンからスタートする[26][30]。

## 決勝
2025年5月18日 15:00 CEST(UTC+2)
（特記のない出典：）
- 気温24度、路面温度45度、晴、ドライ

2番手スタートのマックス・フェルスタッペンが1周目のターン2（タンブレロ）でポールポジションスタートのオスカー・ピアストリをオーバーテイクして首位に立ち、レース途中でバーチャルセーフティカー(VSC)やセーフティカー(SC)の導入があったが、一度も首位の座を譲らず今季2勝目を挙げ、レッドブルの400戦目に華を添えた。決勝ではフェルスタッペンの速さについていけなかったマクラーレン勢はランド・ノリスが2位、ピアストリは3位でダブル表彰台を獲得した。ピットレーンスタートの角田裕毅は10位まで挽回してポイントを持ち帰ることができた。

### レース結果
| 順位                                                                | No. | ドライバー                     | コンストラクター                        | 周回数 | タイム/リタイア原因 | Grid | Pts. |
| ------------------------------------------------------------------- | --- | ------------------------------ | --------------------------------------- | ------ | ------------------- | ---- | ---- |
| 1                                                                   | 1   | マックス・フェルスタッペン     | レッドブル-ホンダ・RBPT                 | 63     | 1:31:33.199         | 2    | 25   |
| 2                                                                   | 4   | ランド・ノリス                 | マクラーレン-メルセデス                 | 63     | +6.109              | 4    | 18   |
| 3                                                                   | 81  | オスカー・ピアストリ           | マクラーレン-メルセデス                 | 63     | +12.956             | 1    | 15   |
| 4                                                                   | 44  | ルイス・ハミルトン             | フェラーリ                              | 63     | +14.356             | 12   | 12   |
| 5                                                                   | 23  | アレクサンダー・アルボン       | ウィリアムズ-メルセデス                 | 63     | +17.945             | 7    | 10   |
| 6                                                                   | 16  | シャルル・ルクレール           | フェラーリ                              | 63     | +20.774             | 11   | 8    |
| 7                                                                   | 63  | ジョージ・ラッセル             | メルセデス                              | 63     | +22.034             | 3    | 6    |
| 8                                                                   | 55  | カルロス・サインツ             | ウィリアムズ-メルセデス                 | 63     | +22.898             | 6    | 4    |
| 9                                                                   | 6   | アイザック・ハジャー           | レーシングブルズ-ホンダ・RBPT           | 63     | +23.586             | 9    | 2    |
| 10                                                                  | 22  | 角田裕毅                       | レッドブル-ホンダ・RBPT                 | 63     | +26.446             | PL   | 1    |
| 11                                                                  | 14  | フェルナンド・アロンソ         | アストンマーティン・アラムコ-メルセデス | 63     | +27.250             | 5    |      |
| 12                                                                  | 27  | ニコ・ヒュルケンベルグ         | キック・ザウバー-フェラーリ             | 63     | +30.296             | 17   |      |
| 13                                                                  | 10  | ピエール・ガスリー             | アルピーヌ-ルノー                       | 63     | +31.424             | 10   |      |
| 14                                                                  | 30  | リアム・ローソン               | レーシングブルズ-ホンダ・RBPT           | 63     | +32.511             | 15   |      |
| 15                                                                  | 18  | ランス・ストロール             | アストンマーティン・アラムコ-メルセデス | 63     | +32.993             | 8    |      |
| 16                                                                  | 43  | フランコ・コラピント           | アルピーヌ-ルノー                       | 63     | +33.411             | 16   |      |
| 17                                                                  | 87  | オリバー・ベアマン             | ハース-フェラーリ                       | 63     | +33.808             | 19   |      |
| 18                                                                  | 5   | ガブリエル・ボルトレト         | キック・ザウバー-フェラーリ             | 63     | +38.572             | 14   |      |
| Ret                                                                 | 12  | アンドレア・キミ・アントネッリ | メルセデス                              | 44     | スロットル          | 13   |      |
| Ret                                                                 | 31  | エステバン・オコン             | ハース-フェラーリ                       | 27     | エンジン            | 18   |      |
| 優勝スピード（勝者フェルスタッペンの平均速度）: 202.538 km/h        |     |                                |                                         |        |                     |      |      |
| ファステストラップ: マックス・フェルスタッペン - 1:17.988（58周目） |     |                                |                                         |        |                     |      |      |
| 出典:                                                               |     |                                |                                         |        |                     |      |      |

ラップリーダー
※太字は最多ラップリーダー
- マックス・フェルスタッペン - 63周 (1-63)

## 主な記録
（特記のない出典：）

### ドライバー
- 同一GP4連勝：マックス・フェルスタッペン - アブダビGP（2020-2023年）、日本GP（2022-2025年、継続中）に続き3レース目[39]。

### コンストラクター
- 100回目のファステストラップ / 400戦目の出走：レッドブル

## 第7戦終了時点のランキング
|       | 順位 | ドライバー                 | ポイント |
| ----- | ---- | -------------------------- | -------- |
|       | 1    | オスカー・ピアストリ       | 146      |
|       | 2    | ランド・ノリス             | 133      |
|       | 3    | マックス・フェルスタッペン | 124      |
|       | 4    | ジョージ・ラッセル         | 99       |
|       | 5    | シャルル・ルクレール       | 61       |
| 出典: |      |                            |          |

|       | 順位 | コンストラクター        | ポイント |
| ----- | ---- | ----------------------- | -------- |
|       | 1    | マクラーレン-メルセデス | 279      |
|       | 2    | メルセデス              | 147      |
|       | 3    | レッドブル-ホンダ・RBPT | 131      |
|       | 4    | フェラーリ              | 114      |
|       | 5    | ウィリアムズ-メルセデス | 51       |
| 出典: |      |                         |          |

- 注：いずれもトップ5まで掲載。